# Ако књиге нестану
Ако књиге нестану --- : интервју са Сузан Сонтаг за часопис Ролинг стоун (енгл. The Complete Rolling Stone interview) је књига интервјуа који је са Сузан Сонтаг (енгл. Susan Sontag) (1933-2004) водио Џонатан Кот (есп. Jonathan Cott) (1942), објављена 2013. године. Српско издање објавила је издавачка кућа "Clio" из Београда 2019. године у преводу Наде Донати. 

## О ауторима
Сузан Сонтаг (1933 – 2004) је била америчка књижевница, филозофкиња, редитељка, критичарка и политичка активисткиња. Писала је о фотографији, култури и медијима, СИДИ и болестима, људским правима, комунизму и левој идеологији.
Џонатан Кот (1942) је био новинар часописа Роллинг Стоне и публициста.

## О књизи
Џонатан Кот, један од оснивача часописа Ролинг стоуна (енгл. Rolling Stone), 1978. године интервјуисао је Сузан Сонтаг прво у Паризу, а касније у Њујорку. Од целокупног интервјуа који су обавили, само трећина је објављена и доспела у штампу. Након тридесет година од тада први пут је објављен у целини. Интервју са Сузан Сонтаг је урађен у тренутку када је била на врхунцу својих моћи и када њена размишљања и запажања откривају ангажованост, критичку интелигенцију и радозналост.
У предговору књиге Џонатана Кота стоји размишљање о књигама које је написала 1996. године под насловом Писмо Борхесу:
| „ | Рекли сте да литератури дугујемо готово све што јесмо и што смо били. Ако нестану књиге, историја ће нестати, нестаће и људски род...Неки људи мисле да је читање само вид бекства...Књиге су много више. Оне су начин да будемо човечнији. | ” |